# Vemmenhögs landskommun
Vemmenhögs landskommun var en tidigare kommun i dåvarande Malmöhus län. 

## Administrativ historik
Kommunen bildades vid storkommunreformen 1952 genom sammanläggning av de tidigare kommunerna Skivarp, Svenstorp, Västra Nöbbelöv, Västra Vemmenhög och Östra Vemmenhög. 
Kommunen uppgick i Skurups kommun den 1 januari 1971.
Kommunkoden var 1242.

### Kyrklig tillhörighet
I kyrkligt hänseende tillhörde kommunen församlingarna Skivarp, Svenstorp, Västra Nöbbelöv, Västra Vemmenhög och Östra Vemmenhög. Sedan 2002 omfattar Skivarps församling samma område som Vemmenhögs landskommun.

## Geografi
Vemmenhögs landskommun omfattade den 1 januari 1952 en areal av 65,73 km², varav 65,30 km² land.

### Tätorter i kommunen 1960
| Tätort  | Folkmängd |
| ------- | --------- |
| Skivarp | 804       |
| Abbekås | 265       |

Tätortsgraden i kommunen var den 1 november 1960 32,6 procent.

## Politik

### Mandatfördelning i valen 1950-1966
| 15 |  | 13 | 4 | 2 |

| 33 |

| 13 | 4 | 11 | 4 | 3 |

| 33 |

| 13 | 3 | 13 | 3 | 3 |

| 33 |

| 13 | 3 | 12 | 4 | 3 |

| 32 |

| 12 | 4 | 13 | 3 | 3 |

| 33 |